# Eduard VI.

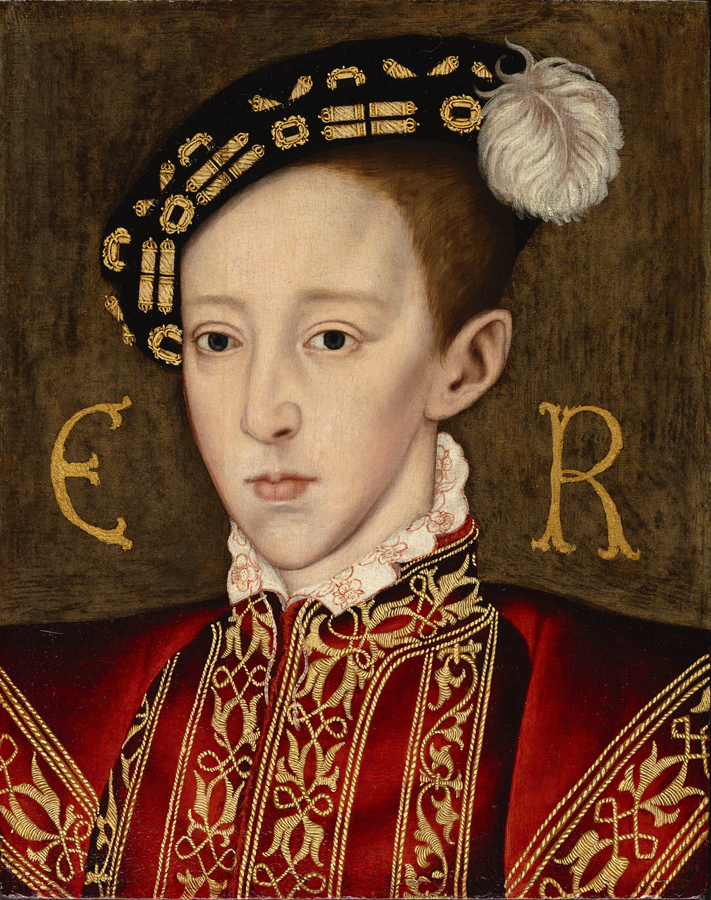
König Eduard VI. um 1550

Eduard VI. (englisch Edward Tudor; * 12. Oktober 1537 im Hampton Court Palace; † 6. Juli 1553 in Greenwich) war als dritter Monarch der Tudordynastie von 1547 bis 1553 König von England und Irland. Er war der einzige überlebende legitime Sohn Heinrichs VIII. (mit seiner dritten Frau Jane Seymour) und bestieg nach dessen Tod als Neunjähriger den englischen Thron. Da er bereits im Alter von 15 Jahren starb, bestand während seiner gesamten Regierungszeit ein Regentschaftsrat, der zunächst von seinem Onkel Edward Seymour, 1. Duke of Somerset (1547–1549), und nach dessen Hinrichtung von John Dudley, 1. Duke of Northumberland (1550–1553), bestimmt wurde.
Eduard war der erste englische König, der eine protestantische Erziehung erhielt. Seine Regierungszeit war von religiösen Reformen geprägt, die die anglikanische Kirche erstmals auf einen Kurs brachten, der inhaltlich dem protestantischen Bekenntnis nahestand. Sein Vater, Heinrich VIII., hatte zwar die englische Kirche von Rom gelöst, jedoch die katholische Kirchendoktrin größtenteils aufrechterhalten. Unter Eduard wurden nun Gottesdienste in englischer Sprache verbindlich, die Heilige Messe wurde verboten, der Zölibat für Priester abgeschafft und das Book of Common Prayer (dt. Allgemeines Gebetbuch) eingeführt, das in veränderter Form noch heute verwendet wird. Maßgeblicher Architekt der Reformen war Thomas Cranmer, Erzbischof von Canterbury. Eduards Regierungszeit war gleichzeitig von wirtschaftlichen Problemen und Aufständen (1549) geplagt; ein teurer Krieg mit Schottland endete zudem in einem militärischen Rückzug.
Nachdem Eduard im Februar 1553 todkrank geworden war, versuchten er und sein Rat durch eine Änderung der Thronfolge die Rückkehr Englands zum Katholizismus zu verhindern. Seine Halbschwestern Maria und Elisabeth wurden aus der Thronfolge ausgeschlossen und stattdessen seine Cousine Jane Grey als Erbin benannt. Jane wurde jedoch bereits nach neun Tagen wieder abgesetzt und den Thron bestieg Maria, die Eduards protestantische Reformen rückgängig machte. Erst unter Elisabeth wurden diese Reformen wieder zur Grundlage für die Religionsregelung.

## Frühe Jahre

### Geburt
„Hier ist nicht weniger Frohlocken ob der Geburt unseres Prinzen, nach dem wir so lange gehungert haben, als bei der Geburt Johannes des Täufers“

Kleiner, eifere deinem Vater nach und sei der Erbe seiner Tugend
Prinz Eduard als Kleinkind, die rechte Hand zum Segensgruß erhoben, in der linken eine goldene Rassel, die einem Zepter gleicht, Hans Holbein, um 1538

Eduards Geburt am 12. Oktober 1537 im Hampton Court Palace war ein großes Ereignis, denn dem König war mit ihm nach fast dreißig Jahren Regierungszeit und drei Ehefrauen endlich der lang ersehnte männliche Erbe geboren worden. Er weinte vor Freude, als er ihn zum ersten Mal in den Armen hielt.
Eduard war das dritte Kind Heinrichs sowie sein einziges Kind mit seiner dritten Gemahlin Jane Seymour – seine beiden vorangegangenen Ehen mit Katharina von Aragon und Anne Boleyn waren für rechtsungültig und die zwei Töchter dieser Ehen für unehelich erklärt worden. Das offizielle Schreiben, welches Eduards Geburt verkündete (formuliert, als sei es von der Königin selbst verfasst worden), beschrieb die Geburt eines „Prinzen, empfangen in rechtmäßger Ehe zwischen … seiner Majestät dem König und Uns“ und betonte damit sorgfältig den legitimen Charakter dieser neuen Ehe des Königs – und damit also Eduards rechtsgültige Zeugung und seinen Thronanspruch.
Der begeisterte Ruf „Wir haben einen Prinzen!“ war bald auch überall in den Straßen zu hören, spontane Feiern begannen und zum Dank des freudigen Ereignisses wurde wie üblich bei der Geburt eines Erben in allen Pfarrkirchen Englands das Te Deum gesungen, Wein und Bier kostenlos an die Bevölkerung ausgeteilt und Freudenfeuer entfacht. Die Begeisterung war so groß, dass die Wachen im Tower 2000 Kanonenkugeln abfeuerten, um die Kirchenglocken zu übertönen, die bis zehn Uhr abends überall läuteten. Drei Tage nach seiner Geburt wurde der Prinz in der Chapel Royal in Hampton Court in einer prächtigen Zeremonie auf den Namen Eduard getauft, da er am Vorabend des Festtages des heiligen Eduard geboren worden war. Der Garter King of Arms verkündete Eduards Titel Duke of Cornwall und Earl of Chester, die ihm durch Geburt zustanden. Seine 21 Jahre ältere Halbschwester Maria war seine Taufpatin, und seine vierjährige Halbschwester Elisabeth trug das Chrisam in der Prozession. Sein Onkel Edward Seymour, der in seiner Regierungszeit später eine bedeutende Rolle spielte, wurde anlässlich des Ereignisses zum Earl of Hertford erhoben.
Jane Seymour erholte sich nach der schwierigen, fast dreitägigen Geburt zunächst scheinbar gut und konnte ihren Sohn nach der Taufe sitzend in Empfang nehmen. Kurz darauf erkrankte sie jedoch schwer, entweder am Kindbettfieber oder aufgrund einer im Körper teilweise verbliebenen Plazenta, und verstarb wenige Tage später, am 24. Oktober. Der König schrieb an Franz I.: „Göttliche Fügung hat meine Freude mit der Bitterkeit des Todes derer, die mir dieses Glück brachte, vermischt.“

### Erziehung und Ausbildung

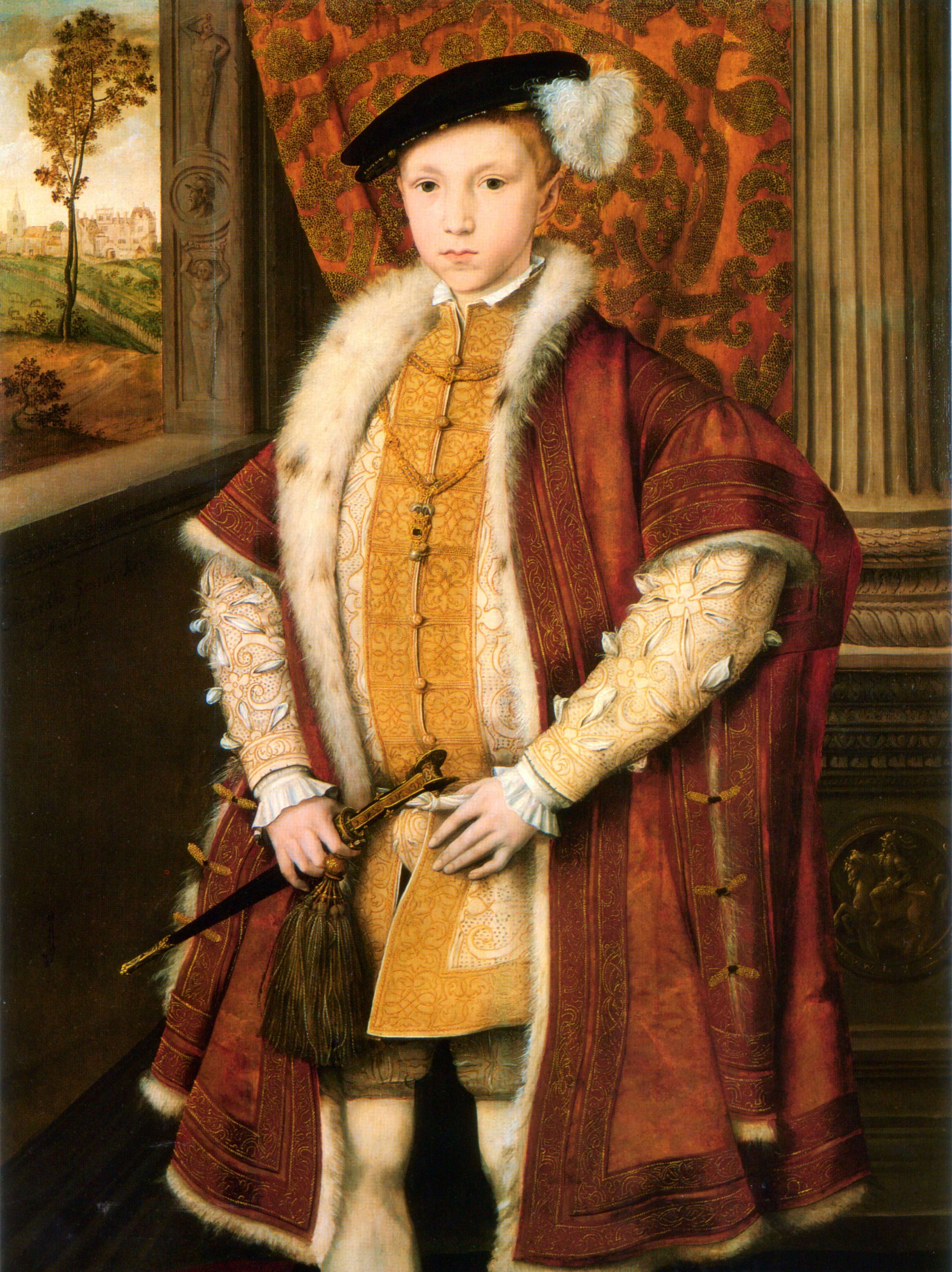
Eduard im Jahr 1546, um den Hals trägt er eine Kette mit der Feder und der Krone des Thronfolgers

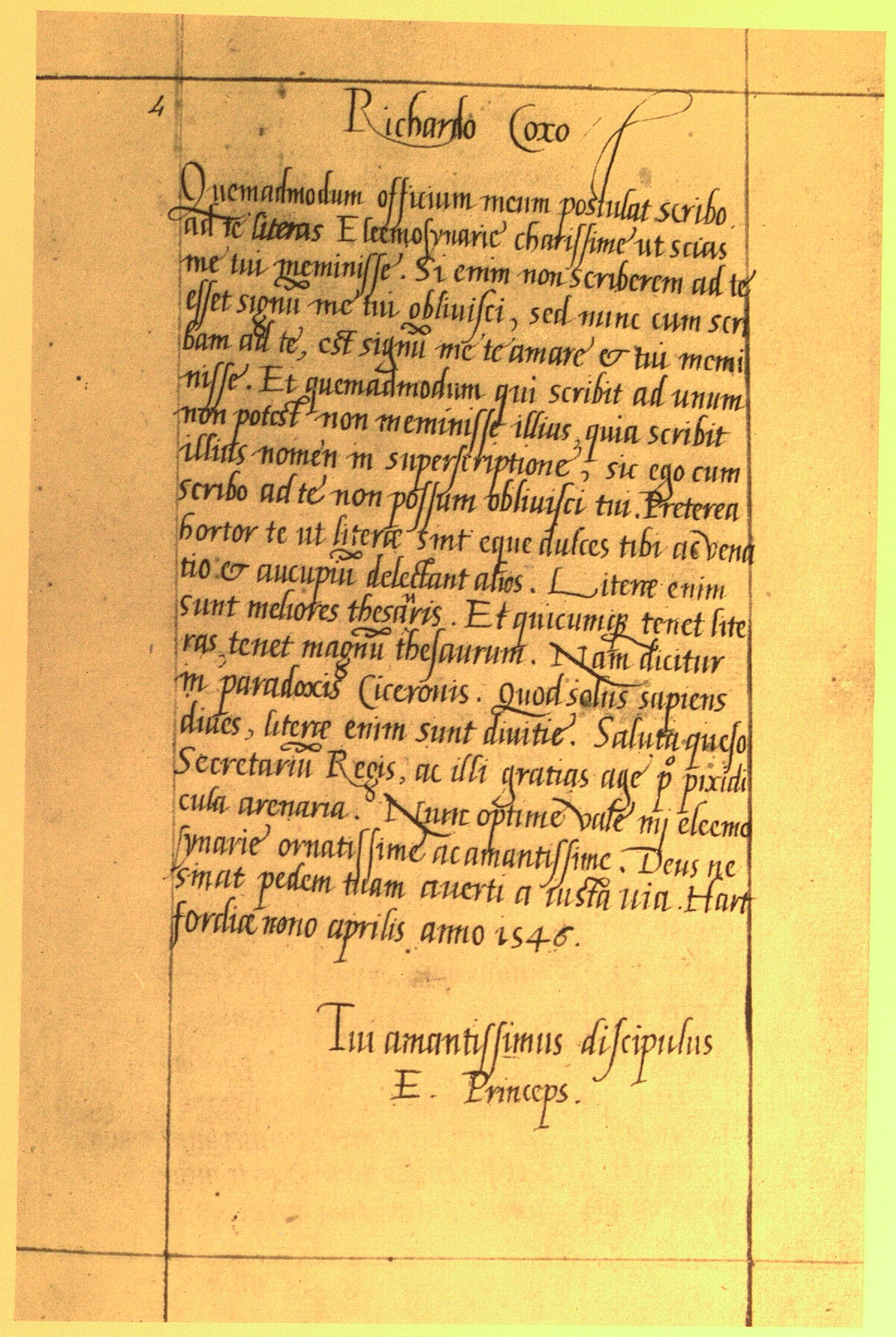
Ein lateinischer Brief Eduards von 1546 an seinen Erzieher Richard Cox. Eigenhändige Abschrift Eduards in einem Buch. London, British Library, Harley 5087, fol. 2r

Eduard wurde wie damals üblich einer Amme übergeben und nach dem Tod seiner Mutter berichtete man hastig, dass er gesund sei und gut trank. Bis zu seinem sechsten Lebensjahr wurde er, wie er später in seiner Chronik schrieb „unter Frauen erzogen“. Zu seinem Haushalt, dem Lady Margaret Bryan vorstand, gehörten neben seiner Amme u. a. ein Kindermädchen, mehrere Wiegenschauklerinnen, ein Arzt, Kaplan und Schatzmeister und eine eigene Truppe Spielleute. Der König gab peinlich genaue Instruktionen, seine Umgebung sauber zu halten, um sein „kostbarstes Juwel“ vor Krankheiten zu schützen; als Eduard im Oktober 1541 als Vierjähriger lebensbedrohlich an einem Fieber (vermutlich Malaria), erkrankte, ließ er hastig alle Ärzte im Land herbeirufen. Entgegen der lange verbreiteten Idee von Eduard als immer kränklichem Kind, erfreute er sich jedoch generell einer guten Gesundheit. Besucher beschrieben ihn als ein hübsches, fröhliches Kind, von freundlichem Gemüt und groß für sein Alter. Der Haushalt des Prinzen reiste, wie damals üblich, beständig von Residenz zu Residenz und folgte manchmal dem königlichen Hof – im Frühling 1538 etwa zum königlichen Jagdschloss nahe Royston, wo die Dorfbewohner den König dabei beobachteten, wie er an einem Fenster stehend „mit viel Heiterkeit und Freude, lange mit dem Prinzen in den Armen spielte, zur Freude und zum Trost aller“. Besuche vom Vater waren jedoch selten.
Erst die Ehe seines Vaters im Juli 1543 mit Catherine Parr, die auf Eduard entscheidenden emotionalen und erzieherischen Einfluss hatte, änderte dies. Die Königin brachte den Prinzen und seine Schwestern, die zuvor beide vom König für illegitim erklärt und enterbt worden waren, als Familie im königlichen Hof zusammen; Eduard nannte sie „meine liebste Mutter“ und sie zeigte großes Interesse an seiner Ausbildung. Im Juli 1544, als der Prinz sechs Jahre alt war, wurde ein größerer Haushalt in Hampton Court für ihn eingerichtet und er begann seine formelle Ausbildung. Rechnen und Lesen und Schreiben auf Englisch hatte er bereits von Richard Cox gelernt, nun übernahm John Cheke seine weitere Ausbildung, ein in Cambridge studierter Humanist und begeisterter evangelischer Reformer, ebenso wie Roger Ascham und Anthony Cooke, die noch dazustießen. Unter ihrem Einfluss wurde Eduard als Protestant erzogen. Der Prinz erhielt eine Gruppe adeliger Knaben als Lernkameraden, u. a. seine Cousins Edward und Henry Seymour, sowie Henry und Charles Brandon, die Söhne des Duke of Suffolk, und Barnaby Fitzpatrick, Sohn des Baron Upper Ossory, der sein bester Freund wurde. Auch seine Schwester Elisabeth teilte einige seiner Unterrichtsstunden. Sein Vater ließ für ihn im neugebauten Nonsuch Palace Wandbilder mit historischen und mythischen Figuren zu Lehrzwecken fertigen.
Bevor Heinrich VIII. ihn zum Prince of Wales – der traditionelle Titel des englischen Thronfolgers – ernennen konnte, verstarb der König, und Eduard folgte ihm auf den Thron nach.

## Thronbesteigung
Nach dem Tod von Heinrich VIII. am 28. Januar 1547 wurde Eduard als Eduard VI. König von England und Irland. Die Thronbesteigung verlief unproblematisch, da Heinrich ihn in seinem letzten Testament vom 30. Dezember 1546 ausdrücklich zum Nachfolger bestimmte. Zusätzlich ernannte er einen zehnköpfigen Thronrat, der während Eduards Minderjährigkeit die Regierungsgeschäfte wahrnehmen sollte, und stellte eine Liste mit weiteren zwölf bedeutenden Persönlichkeiten auf, die den Staatsrat während Krisenzeiten unterstützen sollten.
Der Rat bestand überwiegend aus Personen, die bereits unter dem alten König an Einfluss gewonnen hatten. Die wichtigsten Mitglieder des Rates waren Eduard Seymour, Earl of Hertford, ein Bruder der verstorbenen Jane Seymour und Onkel Eduards, sowie John Dudley, Viscount Lisle und Sir William Paget.

## Herrschaft
Die Mitglieder des Rates waren zum größten Teil Reformer im Sinne einer unabhängigen englischen Staatskirche. Ihre ärgsten Kontrahenten – Stephen Gardiner, Bischof von Winchester, Thomas Howard, 3. Duke of Norfolk, und Thomas Thirlby – allesamt strenggläubige Katholiken – wurden vom Rat ausgeschlossen. Der verstorbene König hatte Eduard Seymour in seinem Testament als Eduards Vormund bestimmt. Die Mitglieder des Rates ersuchten den neuen König Eduard VI. nun um eine Bestätigung der Ernennung, um damit den Zweiflern an der Rechtmäßigkeit des letzten Willens König Heinrichs den Wind aus den Segeln zu nehmen.
Am 13. März 1547 bestätigte Eduard VI. die Mitglieder des Rates (außer dem Lordkanzler Thomas Wriothesley, 1. Earl of Southampton). König Eduard ernannte seinen Onkel Eduard Seymour zum Duke of Somerset und gab ihm das Amt des Lordprotektors. Seymour wurde das Recht zuerkannt, den Rat nach eigenem Ermessen zu verändern.

### Somersets Regentschaft

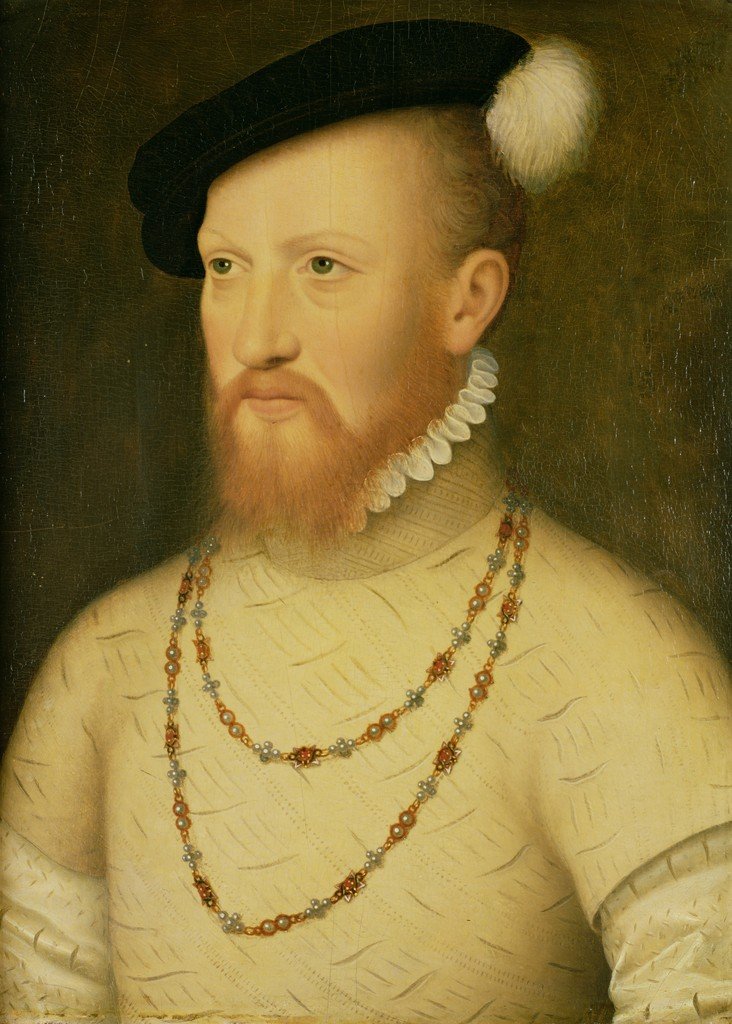
Edward Seymour, Duke of Somerset, Eduards Onkel und Lordprotektor von 1547 bis 1549

Der Duke of Somerset wurde dadurch zum eigentlichen Machthaber von England und die Rolle von König Eduard VI. beschränkte sich auf rein repräsentative Aufgaben. Somerset beeinflusste seinen Neffen, den König, in dessen Entscheidungen maßgeblich. Der junge König stand ebenfalls stark unter dem Einfluss des Erzbischofs von Canterbury, Thomas Cranmer. Zusammen mit Somerset begann der Erzbischof, das Protestantentum in England zu verbreiten. Per königlichem Erlass ersetzte Thomas Cranmer verschiedene katholische Riten durch protestantische. Eine Verfolgung der Gegner dieser Religionspolitik verweigerte Somerset dem Erzbischof jedoch, denn er fürchtete die mächtigen katholischen Monarchen des europäischen Festlandes, speziell den Kaiser des Heiligen Römischen Reiches Karl V., und wollte diese nicht verärgern. Hinter diesem Verbot der Verfolgung stand die Überlegung, Englands Stellung in der Weltpolitik nicht weiter zu schwächen, war diese doch schon wegen der Auld Alliance zwischen Schottland und Frankreich, zwei katholischen Ländern, gefährdet.
Somerset hing der Idee an, England und Schottland zu vereinen. Er beeinflusste König Eduard, diesem Ziel nachzugehen. Noch zu Lebzeiten Heinrichs hatte man vergeblich versucht, die schottische Königin Maria Stuart mit dem englischen Thronfolger Eduard zu verheiraten, sie heiratete jedoch schließlich den französischen Thronfolger Dauphin Franz. Eine militärisch erzwungene Vereinigung mit Schottland kam durch dessen Bündnis mit Frankreich ebenfalls nicht in Frage.
Die Unterstützung für Eduard Seymour schwand auch zunehmend im eigenen Land. Sein eigener Bruder, Thomas Seymour, versuchte, Somerset als Vormund des Königs zu stürzen. Das Komplott wurde 1549 aufgedeckt und Thomas Seymour des Hochverrats an der Krone angeklagt. Er wurde am 20. März des Jahres hingerichtet. Die Autorität des Vormunds sank jedoch dennoch in den folgenden Monaten weiter, und die auftretenden Probleme  ließen ihn auch in der Gunst des Königs sinken. Schließlich begannen die einfachen Bauern, sich zu erheben, und erschütterten das Land mit Unruhen. Die zunehmenden innerpolitischen Probleme Englands nutzte Frankreich aus, um dem geschwächten England den Krieg zu erklären. Unter dem Lordprotektorat Seymours entstand auch jenes Statut betreffend die „Vagabunden“ („vagrants“), welches blutige Verfolgungsmaßnahmen wie Brandmarkungen und Versklavung vorsah. Der Erlass wird im ersten Band des Werks „Das Kapital“ von Karl Marx (S. 763) auszugsweise wie folgt zitiert: „Alle Personen haben das Recht, den Vagabunden ihre Kinder wegzunehmen und als Lehrlinge, Jungen bis zum 24. Jahr, Mädchen bis zum 20. Jahr, zu halten. Laufen sie weg, so sollen sie bis zu diesem Alter die Sklaven der Lehrmeister sein, die sie in Ketten legen, geißeln etc. können, wie sie wollen. Jeder Meister darf einen eisernen Ring um Hals, Arme oder Beine seines Sklaven legen, damit er ihn besser kennt und seiner sicherer ist.“

### Unter Northumberland
Der Duke of Somerset war für König Eduard VI. untragbar geworden und wurde durch John Dudley, 1. Earl of Warwick, ersetzt. Dieser hatte zu dem jungen König ein enges Verhältnis aufgebaut und beeinflusste ihn stark. Geschickt köderte John Dudley den minderjährigen König mit der Versprechung, ihn bereits mit sechzehn Jahren für volljährig zu erklären. John Dudley wurde Lord President of the Council und 1551 zum Duke of Northumberland ernannt. Er führte seit 1549 fast unumschränkt die Regierungsgeschäfte.

## Tod und Nachfolge
König Eduard starb am 6. Juli 1553 in Greenwich, vermutlich an Tuberkulose. Da er und vor allem seine Berater verhindern wollten, dass der englische Thron im Falle seines vorzeitigen Todes an seine katholische Halbschwester Maria fiele, bestimmte er an ihrer Stelle seine Nichte zweiten Grades Jane Grey, eine Urenkelin König Heinrichs VII., zur Thronerbin. Hinter diesem Plan stand wohl auch Lord Warwick, dessen Schwiegertochter Jane Grey war. Einer Legende nach soll John Dudley dem im Sterben liegenden Monarchen die Krone gestohlen haben, um sie seiner Schwiegertochter Lady Jane zu geben.
Der Tod des Königs wurde für einige Tage geheim gehalten, damit für die Vorbereitungen der Thronfolge Lady Janes genügend Zeit verblieb. Hohe Beamte der Regierung und der Behörden schworen der neuen Königin privat ihre Ergebenheit und Treue. Am 10. Juli 1553 wurde Jane offiziell zur Königin proklamiert und übernahm damit tatsächlich für neun Tage die Herrschaft über England. Bereits am 19. Juli wurde sie von Marias Anhängern gestürzt und Maria zur Königin ernannt. Die Thronfolge Lady Janes wurde als eine unter Zwang herbeigeführte Tat widerrufen und ihre Erbfolge für ungesetzlich erklärt. Jane musste die Krone an Maria abtreten. Demzufolge war Maria I. Königin von England die De-jure-Nachfolgerin von Eduard VI., aber de facto folgte ihm Lady Jane Grey nach.
Nach dem Tod des erst fünfzehn Jahre alten Eduard kursierten Gerüchte, der König habe überlebt. Die Hoffnungen des Volkes nutzten einige Betrüger, um sich als König Eduard auszugeben und ihren rechtmäßigen Anspruch auf den Thron einzufordern. Bis in die Herrschaft Elisabeths hinein tauchten immer wieder solche Prätendenten auf. Die Geschichte um die falschen Eduards inspirierte einige Autoren zu Romanen, darunter Mark Twain (The Prince and the Pauper – deutsch Der Prinz und der Bettelknabe).
Edward VI. wurde in der Westminster Abbey vor einem Altar begraben. Lediglich eine kleine Grabplatte mit seinem Namen ziert die Ruhestätte des Königs.

## Nachwirkungen
Unter Eduard wurde die anglikanische Kirche erstmals auf einen inhaltlich dem protestantischen Bekenntnis nahestehenden Kurs gebracht. Seine Nachfolgerin Maria I. Königin von England machte allerdings im Zuge der Rekatholisierung Englands viele Reformen rückgängig.

## Titel
Seit Geburt trug Eduard den Titel des Duke of Cornwall. Mit der Thronbesteigung verschmolz sein Duketitel mit der Krone. Er wurde mit demselben Titel zum König proklamiert wie sein Vater Heinrich VIII. vor ihm:

„Eduard der Sechste, von Gottes Gnaden König von England, Frankreich und Irland, Verteidiger des Glaubens und Oberhaupt der Kirche von England und Irland.“

## Abstammung
|  |                                                                     |  |  |  |  |  |  |  |  |  |  |  |  |
|  | Edmund Tudor * um 1430; † 1. November 1456 ⚭ 1455                   |  |  |  |  |  |  |  |  |  |  |  |  |
|  |                                                                     |  |  |  |  |  |  |  |  |  |  |  |  |
|  |                                                                     |  |  |  |  |  |  |  |  |  |  |  |  |
|  | Heinrich VII. * 28. Januar 1457; † 21. April 1509 ⚭ 18. Januar 1486 |  |  |  |  |  |  |  |  |  |  |  |  |
|  |                                                                     |  |  |  |  |  |  |  |  |  |  |  |  |
|  |                                                                     |  |  |  |  |  |  |  |  |  |  |  |  |
|  | Margaret Beaufort * 31. Mai 1443; † 29. Juni 1509                   |  |  |  |  |  |  |  |  |  |  |  |  |
|  |                                                                     |  |  |  |  |  |  |  |  |  |  |  |  |
|  |                                                                     |  |  |  |  |  |  |  |  |  |  |  |  |
|  | Heinrich VIII. * 28. Juni 1491; † 28. Januar 1547 ⚭ 30. Mai 1536    |  |  |  |  |  |  |  |  |  |  |  |  |
|  |                                                                     |  |  |  |  |  |  |  |  |  |  |  |  |
|  |                                                                     |  |  |  |  |  |  |  |  |  |  |  |  |
|  | Eduard IV. * 28. April 1442; † 9. April 1483 ⚭ 1. Mai 1464          |  |  |  |  |  |  |  |  |  |  |  |  |
|  |                                                                     |  |  |  |  |  |  |  |  |  |  |  |  |
|  |                                                                     |  |  |  |  |  |  |  |  |  |  |  |  |
|  | Elizabeth of York * 11. Februar 1466; † 11. Februar 1503            |  |  |  |  |  |  |  |  |  |  |  |  |
|  |                                                                     |  |  |  |  |  |  |  |  |  |  |  |  |
|  |                                                                     |  |  |  |  |  |  |  |  |  |  |  |  |
|  | Elizabeth Woodville * 1437; † 8. Juni 1492                          |  |  |  |  |  |  |  |  |  |  |  |  |
|  |                                                                     |  |  |  |  |  |  |  |  |  |  |  |  |
|  |                                                                     |  |  |  |  |  |  |  |  |  |  |  |  |
|  | Eduard VI. * 12. Oktober 1537; † 6. Juli 1553                       |  |  |  |  |  |  |  |  |  |  |  |  |
|  |                                                                     |  |  |  |  |  |  |  |  |  |  |  |  |
|  |                                                                     |  |  |  |  |  |  |  |  |  |  |  |  |
|  | John Seymour * ca. 1450; † 26. Oktober 1491 ⚭ vor 1468              |  |  |  |  |  |  |  |  |  |  |  |  |
|  |                                                                     |  |  |  |  |  |  |  |  |  |  |  |  |
|  |                                                                     |  |  |  |  |  |  |  |  |  |  |  |  |
|  | Sir John Seymour * 1474; † 21. Dezember 1536 ⚭ vor 1500             |  |  |  |  |  |  |  |  |  |  |  |  |
|  |                                                                     |  |  |  |  |  |  |  |  |  |  |  |  |
|  |                                                                     |  |  |  |  |  |  |  |  |  |  |  |  |
|  | Elizabeth Darrell * ca. 1451; † ca. 1479                            |  |  |  |  |  |  |  |  |  |  |  |  |
|  |                                                                     |  |  |  |  |  |  |  |  |  |  |  |  |
|  |                                                                     |  |  |  |  |  |  |  |  |  |  |  |  |
|  | Jane Seymour * 1509; † 24. Oktober 1537                             |  |  |  |  |  |  |  |  |  |  |  |  |
|  |                                                                     |  |  |  |  |  |  |  |  |  |  |  |  |
|  |                                                                     |  |  |  |  |  |  |  |  |  |  |  |  |
|  | Henry Wentworth † ca. 1500 ⚭ vor 1478                               |  |  |  |  |  |  |  |  |  |  |  |  |
|  |                                                                     |  |  |  |  |  |  |  |  |  |  |  |  |
|  |                                                                     |  |  |  |  |  |  |  |  |  |  |  |  |
|  | Margery Wentworth * ca. 1478; † 1550                                |  |  |  |  |  |  |  |  |  |  |  |  |
|  |                                                                     |  |  |  |  |  |  |  |  |  |  |  |  |
|  |                                                                     |  |  |  |  |  |  |  |  |  |  |  |  |
|  | Ann Say                                                             |  |  |  |  |  |  |  |  |  |  |  |  |
|  |                                                                     |  |  |  |  |  |  |  |  |  |  |  |  |
|  |                                                                     |  |  |  |  |  |  |  |  |  |  |  |  |